# Dlhá
Dlhá es un municipio del distrito de Trnava en la región de Trnava, Eslovaquia, con una población estimada a final del año 2024 de 420 habitantes.
Se encuentra ubicado en el centro de la región, cerca del río Váh (cuenca hidrográfica del Danubio) y de la frontera con la región de Bratislava.

## Demografía
| Año        | 1994 | 2004    | 2014     | 2024    |
| ---------- | ---- | ------- | -------- | ------- |
| Población  | 397  | 368     | 444      | 420     |
| Diferencia |      | −7,30 % | +20,65 % | −5,40 % |

| Año        | 2023 | 2024    |
| ---------- | ---- | ------- |
| Población  | 428  | 420     |
| Diferencia |      | −1,86 % |